# Anthrax pharaonis
Anthrax pharaonis är en tvåvingeart som beskrevs av Paramonov 1935. Anthrax pharaonis ingår i släktet Anthrax och familjen svävflugor.
Artens utbredningsområde är Egypten. Inga underarter finns listade i Catalogue of Life.